# دمس
الدَمَس أو الكونوكاربس أو مخروطي الفاكهة (باللاتينية: Conocarpus) هو جنس نباتي يتبع الفصيلة العسمية أو القمبريطية (باللاتينية: Combretaceae) ضمن رتبة الآسيات (باللاتينية: Myrtales). ويضم نوعين من النباتات. موطنها الأصلي المناطق الاستوائية من العالم. أحد أنواعه هو واسع الانتشار من أشجار الأيكة الساحلية، والآخر يقتصر على منطقة صغيرة حول السواحل الجنوبية للبحر الأحمر، حيث ينمو بجانب الأنهار الموسمية.
إنها شجيرات كثيفة متعددة الجذوع أو أشجار صغيرة إلى متوسطة القد من 1 إلى 20 مترًا.
```
وهي مُستديمة الخضرة وسريعة النمو وزاهية الخضرة طوال العام. تتحمل المناخ الجاف والحرارة العالية صيفاً والبرودة شتاء ويمكن تربيتها كشجيرة أو شجرة.
```

الاسم العلمي مشتق من كلمتان اليونانيتان κονος (كونوس)، والتي تعني «مخروط» وκαρπος (كاربوس) تعني «فاكهة».

## التوزيع
الدمس القائم موطنه الأصلي سواحل أمريكا الاستوائية من برمودا، وجزر الباهاما، وجنوب فلوريدا عبر جزر الهند الغربية، ومن المكسيك جنوبًا على خليج المكسيك، والبحر الكاريبي، وساحل المحيط الأطلسي إلى البرازيل، وعلى ساحل المحيط الهادئ من المكسيك إلى بيرو، بما في ذلك جزر غالاباغوس، وعلى ساحل غرب أفريقيا من السنغال إلى جمهورية الكونغو الديمقراطية. نادرًا ما يُدخل إلى أماكن أخرى. الدمس السناني موطنه الأصلي الصومال واليمن، وتزرع في شرق وشمال إفريقيا وشبه الجزيرة العربية.

## أنواعه
- الدمس السناني أو الدمس (باللاتينية: Conocarpus lancifolius)
- الدمس القائم (باللاتينية: Conocarpus erectus)

## الاستخدام
1. تجميل الشوارع، حيث تزرع على جانبي الطرق والشوارع مما تعطي منظرا عاما جميلا للمدينة ويضيف اللون الأخضر إلى شوارعها طيلة أيام السنة.
2. تزيين الحدائق والمتنزهات، ويتم ذلك من خلال زراعة الأشجار على جوانب الحدائق العامة والطرق الرئيسية والمداخل حيث يتم قصها وتشكيلها على هيئة مربعات أو أشكال هرمية أو أي شكل هندسي مرغوب فيه.
3. مصدات رياح قويه والحد من تعرية التربة:

حيث يستخدم الكونوكاربس في المناطق المكشوفة لتوفير الحماية لباقي أجزاء المزارع وبساتين الطماطة من الرياح الشديدة التي قد تتلف النباتات والتي لا تقوى على مقاومة الرياح وتعمل أيضا بسبب جذورها القوية على تماسك التربة.
1. توفير الظل، حيث يوفر بسبب أفرعه الكثيرة انتشار الظل في الصيف.
2. عمل الأسيجة والأسوار، حيث يزرع الكونوكاربس بشكل متجاور في صفوف منتظمة، مع موالاتها بالقص والتشكيل لتعطي في النهاية جدارا أو سورا. كذلك في تحديد الحديقة وتقسيمها إلى أجزاء.

## المميزات
1. مستديمة الخضرة وزاهية طوال العام.
2. سريعة النمو وتتحمل القص والتشكيل الهندسي.
3. تتحمل المناخ الجاف والحرارة العالية في الصيف وانخفاض درجات الحرارة في الشتاء.
4. جذورها وتدية متعمقة مما يتيح لها تحمل الجفاف.
5. مقاومة للأمراض وقليلة الإصابة بالآفات الزراعية.
6. سهلة الزراعة والإكثار ورخيصة الثمن مقارنة ببقية النباتات.

## الأضرار
أضرار على البنية التحتية وجذورها لها القدرة على اختراق الأنابيب وكسرها وإتلافها بالرغم من أنها أشجار دائمة الخضرة ولها دور كمصدات للريح، وأيضاً نبات «البزروميا» له أضرار على البنية التحتية وخزانات المياه.

## أسماء أخرى
يُسمى شجر الدمس بشجر الداماس في دول الخليج وشجر الغَلَب أيضاً في السودان والصومال.